# تبی‌بایت
تبی‌بایت یک ضریبی از واحد بایت است که برای مقادیر دیجیتالی اطلاعات استفاده می‌شود. پیشوندهای دودویی تبی به معنی ۲۴۰ می‌باشد در نتیجه یک تبی‌بایت، ۱٬۰۹۹٬۵۱۱٬۶۲۷٬۷۷۶ بایت خواهد بود. علامت تبی‌بایت، TiB است.
این واحد توسط کمیسیون الکتروتکنیکی بین‌المللی (آی‌ئی‌سی) ثبت شد و از طرف تمامی سازمان‌های اصلی مورد قبول واقع گردید. تبی‌بایت طراحی شده بود تا جایگزین ترابایت، که در علوم رایانه به معنی ۱۰۱۲ بایت است، شود چرا که با معنی ترا در دستگاه بین‌المللی یکاها مغایرت دارد.

## معنی
۱ تبی‌بایت= ۲۴۰ بایت (۱۰۲۴ گیبی‌بایت) = ۱٬۰۹۹٬۵۱۱٬۶۲۷٬۷۷۶ بایت
پیشوند تبی یک تک‌واژ چندوجهی می‌باشد که از واژگان ترا (تریلیون) و باینری (دودویی) مشتق شده است.